# جمال بلاكمان
جمال بلاكمان (بالإنجليزية: Jamal Blackman)، لاعب كرة قدم إنجليزي يلعب مع نادي تشيلسي كحارس مرمى ثالث.

## روابط خارجية
- جمال بلاكمان على موقع الدوري الأمريكي (الإنجليزية)
- جمال بلاكمان على موقع قاعدة بيانات كرة القدم.إي يو (الإنجليزية)
- جمال بلاكمان على موقع Soccerbase.com (لاعب) (الإنجليزية)
- جمال بلاكمان على موقع Soccerway.com (الإنجليزية)
- جمال بلاكمان على موقع عالم كرة القدم.نت (الإنجليزية)
- جمال بلاكمان على موقع كووورة
- جمال بلاكمان على موقع AS.com (الإسبانية)